# Orconectes williamsi
Orconectes williamsi är en kräftdjursart som beskrevs av Fitzpatrick 1966. Orconectes williamsi ingår i släktet Orconectes och familjen Cambaridae. IUCN kategoriserar arten globalt som livskraftig. Inga underarter finns listade i Catalogue of Life.